# Jonathan Ngwem
Jonathan Joseph Ngwem (20 luglio 1991) è un calciatore camerunese, difensore del Future.

## Carriera

### Club
Dal 2011 al 2012 ha vestito la maglia del Pouma. Trasferitosi nel 2013 al Jeunesse, vi ha militato per una stagione. Dal 2015 al 2016 ha giocato nell'Unisport e dal 2016 al 2017 nel Progresso. Dopo una nuova esperienza nelle file dell'Unisport nel 2018, è stato ingaggiato dall'El-Gouna.

### Nazionale
Ha esordito con la nazionale camerunese il 31 ottobre 2015, in Repubblica del Congo-Camerun. Nel 2017 è stato convocato per la Coppa d'Africa.

## Palmarès

### Nazionale
- Coppa d'Africa: 1

Gabon 2017